# Serie A 1947 (hockey su pista)
La Serie A 1947 è stata la 24ª edizione del torneo di primo livello del campionato italiano di hockey su pista. Esso è stato organizzato dalla Federazione Italiana Hockey e Pattinaggio.
Il torneo fu vinto dal Novara per l'8ª volta nella sua storia.

## Avvenimenti
Il torneo del 1947 vide al via otto club. La formula fu quella del girone unico all'italiana. Il Novara ebbe la meglio sulle avversarie laureandosi per l'ottava volta nella sua storia campione d'Italia.

## Squadre partecipanti
| Club          | Stagione | Città      | Stagione precedente          |
| ------------- | -------- | ---------- | ---------------------------- |
| ASSI Firenze  | dettagli | Firenze    | 7º nel girone finale         |
| Corniglianese | dettagli | Genova     | 2º nel girone finale         |
| Edera Trieste | dettagli | Trieste    | 6º nel girone finale         |
| Milan         | dettagli | Milano     | 4º nel girone finale         |
| Mirabello     | dettagli | Monza (MI) | 3º nel gir.B 1ª fase         |
| Monza         | dettagli | Monza      | 3º nel girone finale Serie A |
| Novara        | dettagli | Novara     | Campione d'Italia in carica  |
| Triestina     | dettagli | Trieste    | 5º nel girone finale         |

## Classifica finale
Fonte:
|  | Pos. | Squadra       | Pt | G  | V  | N | P  | GF | GS | DR  |
|  | ---- | ------------- | -- | -- | -- | - | -- | -- | -- | --- |
|  | 1.   | Novara        | 23 | 14 | 11 | 1 | 2  | 64 | 24 | +40 |
|  | 2.   | Edera Trieste | 20 | 14 | 10 | 0 | 4  | 48 | 28 | +20 |
|  | 3.   | Monza         | 19 | 14 | 9  | 1 | 4  | 58 | 34 | +24 |
|  | 4.   | Corniglianese | 18 | 14 | 8  | 2 | 4  | 41 | 27 | +14 |
|  | 5.   | Triestina     | 17 | 14 | 8  | 1 | 5  | 38 | 24 | +14 |
|  | 6.   | Milan         | 8  | 14 | 3  | 2 | 9  | 30 | 57 | -27 |
|  | 7.   | Mirabello     | 7  | 14 | 3  | 1 | 10 | 32 | 51 | -19 |
|  | 8.   | ASSI Firenze  | 0  | 14 | 0  | 0 | 14 | 18 | 84 | -66 |

Legenda:
      Campione d'Italia.
Note:
Due punti a vittoria, uno a pareggio, zero a sconfitta.

## Risultati

### Tabellone
| 1947          | Ass  | Corn | Eder | Mila | Mira | Monz | Nova | Trie |
| ------------- | ---- | ---- | ---- | ---- | ---- | ---- | ---- | ---- |
| A.S.S.I.      | –––– | (2)  | (2)  | 2-0  | 2-6  | 2-7  | 3-11 | 1-3  |
| Corniglianese | (1)  | –––– | 3-2  | 2-1  | (1)  | 1-0  | 3-5  | 2-2  |
| Edera Trieste | 5-3  | (1)  | –––– | 6-2  | (1)  | 6-1  | 1-3  | 1-0  |
| Milan         | 3-2  | 4-9  | 1-6  | –––– | 3-2  | (x)  | (2)  | 3-5  |
| Mirabello     | 9-0  | 0-3  | (2)  | 3-3  | –––– | 2-4  | 0-4  | 2-1  |
| Monza         | 14-2 | 5-2  | 5-3  | 4-2  | 3-0  | –––– | 4-2  | 4-5  |
| Novara        | 10-1 | (x)  | 4-1  | (1)  | 6-1  | 3-1  | –––– | 2-3  |
| Triestina     | (1)  | (1)  | 1-2  | 5-1  | 5-1  | (2)  | 2-3  | –––– |

### Calendario
Fonti per questi risultati:
| Andata (1ª) | Andata (1ª) | Prima giornata         | Ritorno (8ª) | Ritorno (8ª) |
|             |             |                        |              |              |
| 8 giu.      | 1-3         | ASSI Firenze-Triestina | -            | .            |
| 8 giu.      | 3-2         | Corniglianese-Edera    | rinv         | 6 set.       |
| 8 giu.      | 4-2         | Monza-Milan            | -            |              |
| 8 giu.      | 6-1         | Novara-Mirabello       | 4-0          | 16 ago.      |

| Andata (2ª) | Andata (2ª) | Seconda giornata    | Ritorno (9ª) | Ritorno (9ª) |
|             |             |                     |              |              |
| 13 lug.     | 3-11        | ASSI Firenze-Novara | 1-10         | 26 lug.      |
| 15 giu.     | 4-9         | Milan-Corniglianese | 1-2          | 26 lug.      |
| 15 giu.     | 3-0         | Monza-Mirabello     | 4-2          | 26 lug.      |
| 15 giu.     | 1-2         | Triestina-Edera     | 0-1          | 26 lug.      |

| Andata (3ª) | Andata (3ª) | Terza giornata      | Ritorno (10ª) | Ritorno (10ª) |
|             |             |                     |               |               |
| 21 giu.     | 3-2         | Milan-ASSI Firenze  | 0-2           | 17 ago.       |
| 21 giu.     | 1-0         | Corniglianese-Monza | 2-5           | 9 ago.        |
| 24 giu.     | 1-3         | Edera-Novara        | 1-4           | 27 set.       |
| 29 giu.     | 2-1         | Mirabello-Triestina | 1-5           | 2 ago.        |

| Andata (4ª) | Andata (4ª) | Quarta giornata        | Ritorno (11ª) | Ritorno (11ª) |
|             |             |                        |               |               |
| 5 lug.      | 3-5         | Corniglianese-Novara   | -             | .             |
| 6 lug.      | 6-2         | Edera-Milan            | 6-1           | 13 set.       |
| 23 giu.     | 9-0         | Mirabello-ASSI Firenze | 6-2           | 10 ago.       |
| 21 set.     | -           | Triestina-Monza        | 5-4           | 9 nov.        |

| Andata (5ª) | Andata (5ª) | Quinta giornata         | Ritorno (12ª) | Ritorno (12ª) |
|             |             |                         |               |               |
| 6 lug.      | 2-7         | ASSI Firenze-Monza      | 2-14          | 25 lug.       |
| 12 lug.     | 2-2         | Corniglianese-Triestina | rinv          | 7 set.        |
| 13 lug.     | (2)         | Mirabello-Edera         | -             | 3 ago.        |
| . lug.      | (1)         | Novara-Milan            | -             |               |

| Andata (6ª) | Andata (6ª) | Sesta giornata             | Ritorno (13ª) | Ritorno (13ª) |
|             |             |                            |               |               |
| . lug.      | -           | ASSI Firenze-Corniglianese | -             | .             |
| 12 lug.     | 3-2         | Milan-Mirabello            | 3-3           | 6 set.        |
| 12 lug.     | 5-3         | Monza-Edera                | 1-6           | 20 set.       |
| . lug.      | 2-3         | Triestina-Novara           | 3-2           | 12 ago.       |

| \| Andata (7ª) \| Andata (7ª) \| Settima giornata \| Ritorno (14ª) \| Ritorno (14ª) \| \| \| \| \| \| \| \| 20 lug. \| 5-3 \| Edera-ASSI Firenze \| - \| . \| \| 20 lug. \| 0-3 \| Mirabello-Corniglianese \| - \| \| \| 22 lug. \| 3-1 \| Novara-Monza \| 2-4 \| 7 set. \| \| 7 lug. \| 5-1 \| Triestina-Milan \| 5-3 \| 10 ago. \| |             |                         |               |               |
| Andata (7ª) | Andata (7ª) | Settima giornata        | Ritorno (14ª) | Ritorno (14ª) |
| |             |                         |               |               |
| 20 lug. | 5-3         | Edera-ASSI Firenze      | -             | .             |
| 20 lug. | 0-3         | Mirabello-Corniglianese | -             |               |
| 22 lug. | 3-1         | Novara-Monza            | 2-4           | 7 set.        |
| 7 lug. | 5-1         | Triestina-Milan         | 5-3           | 10 ago.       |

## Verdetti
| Verdetto               | Club               |
| ---------------------- | ------------------ |
| Campione d'Italia 1947 | Novara (8º titolo) |

### Squadra campione
| N° | Naz.              | Ruolo | Sportivo            |  |  |  |
| -- | ----------------- | ----- | ------------------- |  |  |  |
|    | Italia (bandiera) | P     | Angelo Grassi       |  |  |  |
|    | Italia (bandiera) | E     | Carlo Ciocala       |  |  |  |
|    | Italia (bandiera) | E     | Giancarlo Gallarini |  |  |  |
|    | Italia (bandiera) | E     | Claudio Ghione      |  |  |  |
|    | Italia (bandiera) | E     | Walter Monfrinotti  |  |  |  |
|    | Italia (bandiera) | E     | Sergio Nanotti      |  |  |  |
|    | Italia (bandiera) | E     | Ferruccio Panagini  |  |  |  |
|    | Italia (bandiera) | All.  | Vittorio Bottini    |  |  |  |